# Индийские боги в античной литературе
Индийские боги в античной литературе. Наибольшее число сведений об Индии у греческих и латинских авторов восходит к историкам похода Александра Великого в Индию и произведению посла в Индию Мегасфена. По их общему мнению, индийцы поклонялись двум основным богам, которых греки называли Гераклом и Дионисом.
Вопросы сопоставления этих сведений с известными из индийских источников представляют собой сложную проблему, до сих пор не имеющую однозначного решения.
По словам Страбона, «рассказы о Геракле и Дионисе Мегасфен с немногими считает достоверными, а большинство остальных, в том числе и Эратосфен, — недостоверными и баснословными, как и предания у эллинов». Одни историки Александра говорят о Дионисе и Геракле, а другие — вовсе не упоминают о них.
Эратосфен, Страбон, Плутарх и Арриан относятся к рассказам скептически.
См. также Индийские религии в античной литературе, Греко-буддизм

## Дионис

### Истолкования
В науке предполагались следующие отождествления Диониса:
- Шива. Идея принята К. Мюллером, Х. Хумбахом, В. К. Шохиным, Данилу Алиеном[30].
- Рудра-Шива. Работы Ж. Шарпантье (1933), Ж. Дюмезиля, П. Левека и К. Карттунена.
- Притху. Мнение Х. Лассена и М. Д. Бухарина.
- Ной. Мнение Г. Воссиуса (1700).
- Рама. Мнение У. Джонса (1788).

Согласно Лассену (1844), Дионис — первый царь Притху, Спатемба — Ману Сваямбхува, Будия — Будха (сын Ману), Крадева — испорченное Пуруравас. По Т. Бенфею, цифры продолжительности правления точно соответствуют традиции пуран. О. Штайн (1931) отвергает сопоставления с богами и считает, что Дионис — это Ману.
Бонгард-Левин видит в Дионисе Рудру-Шиву и предлагает 13 пунктов их соответствия: в частности, почитание в горах, длинноволосость, связь с благовониями, музыкой, танцами, опьяняющими напитками, деревьями, земледелием, быком, исцелением, оружием.
По гипотезе Дюмезиля, миф об исцелении на горе соответствует мифу, согласно которому Шива впитал в себя смертоносный пар при изготовлении амриты.
Согласно Карттунену, речь идёт о почитании ираноязычными народами Северо-Западной Индии божеств, близких позднее сформировавшемуся культу Шивы.
Дж. Кеннеди (1907) отождествил Диониса с Кришной, но А. Далквист (1962) подверг эту идею критике и показал, что между ними больше различий, чем сходств.
К. Чаттопадхьяя (1925) считает, что Дионис — это бог Сома, а легенда о приходе Диониса с запада отражает память о приходе индоариев с запада.
Работа А. Далквиста (1962) исходит из того тезиса, что противопоставление Диодором и Страбоном почитателей Диониса и Геракла как жителей гор и равнин соответственно исходит от противопоставления ариев, почитавших Геракла-Индру, и варваров-млеччхов, и отождествляет Диониса с мундским народным героем Маранг-Буру.
Работа К. Д. Сетхны (1966) предполагает, что в образе Диониса слились Сома, Шива и Притху как основатель царской династии. По Ш. Р. Гойалу (1985), Дионис имеет черты Притху, Индры, Шивы и Баларамы. Согласно П. Гуковски (1981), в его образе слились Индра, Рудра и Шива разных традиций.
Наконец, ряд исследователей (А. Д. Нок, А. Замбрини, Р. Гиршман) считает, что возникновение рассказов о Дионисе связано сугубо с греческой традицией, произошло уже после окончания похода Александра и никак не связано с индийской мифологией.
Рассказ о рождении из бедра имеет параллели в индийской мифологии: повелитель племени нишадов родился из бедра царя Вены, а сам Притху родился из правой руки Вены.
По мнению М. Д. Бухарина, из текста Арриана следует, что тот считал Сандракотта и Диониса принадлежавшими к одному царскому роду. А так как известно, что Чандрагупта был царем Лунной династии, то российский ученый отождествляет Диониса с её первым царем — Притху. Второй преемник Диониса Будия — это Будха, третий царь по «Брахма-пуране». Крадеву Бухарин с именем сравнивает с именем Курудева и видит в его упоминании указание на смену Кауравов Пандавами.
Именно с Притху индийская традиция связывает начало плодоношения земли, появление оседлости, восстановление ведийских жертвоприношений.

## Геракл

### Истолкования
Теория Х. Лассена (1844), отождествившего Геракла с Кришной, была принята многими авторами, включая К. Чаттопадхьяя, Х. Хумбаха, К. Карттунена, В. К. Шохина, из чего следуют важные выводы о распространенности культа Кришны в данную эпоху. По Бонгард-Левину, Геракл — это герой Васудэва, позднее слившийся с Кришной.
Из городов, где (по Мегасфену) почитали Геракла, Метора единогласно идентифицируется как Матхура, центр культа Кришны. Название Клейсобора часто трактуется как Кришнапура и идентифицируется как Агра, Вриндаван либо Гокул. По другому мнению, правильны приведенные у Плиния названия городов у реки Иоман (Ямуны-Джамны): Метора и Хрисобора. Вероятно, они же у Палладия (V век) приведены как «Метории и Карисобории» Согласно Бухарину, название Харисобора следует читать Карушапура, хотя такое название не засвидетельствовано санскритскими источниками, упоминающими племя карушей, и этот город нужно искать к юго-западу от Аллахабада либо на месте Аллахабада. Народ, почитавший Геракла — это шурасены (у Плиния они, вероятно, названы сасуры). Народ сибы — это племя шибов, известное индийским источникам.
Пураническая традиция (Брахма-пурана XVI 12-17) упоминает о поиске Кришной жемчужины, но детали рассказа принципиально расходятся с Мегасфеном.
Согласно К. Мюллеру (1847) и А. Далквисту (1962), Геракл — это Индра. Далквист видит соответствие мифу об инцесте в гимне РВ X 61, 5-10, однако этот гимн обычно связывали с Сурьей. Сюжет о взятии Гераклом скалы Аорн Далквист сопоставляет с ведийскими гимнами (о битве Индры и демона Аурнавабхи).
А. Каннингхем отождествил Геракла с Шивой, что отверг Далквист. Другие идеи встречаются у единичных авторов: тождество с Вишну (В. С. Соловьев), с «прото-Шивой» дравидской мифологии (Л. Скуржак), с Якшей (П. Эггермонт). По Ш. Р. Гойалу, Мегасфен смешал образы нескольких богов: Шивы, Кришны, Ману-Вивасвата.
Название страны, где правила дочь Геракла, сравнивается либо с южным государством Пандья, известным по индийском эпосу, либо с именем пандавов. Южная локализация Пандеи впервые предложена Х. Лассеном в 1847 г.
Работы Л. Рену и Ж. Филлиоза анализируют южноиндийскую традицию по тамильским источникам. По одному из сказаний, Шива даровал бездетному царю Пандье дочь, на которой женился, и она вступила на престол под именем Сундарапандья. В тамильском сочинении «Тирувилайатапурана» Шива носит имя Сундарешвара и дарует царю Мадуры (столицы Пандьи) из огня жертвоприношения трехлетнюю и трехгрудую дочь, которая завоевала всю страну, но была бездетна, и Сундарешвара сам взял её в жены. В тамильской поэме «Шилаппадикарам» повествуется о правительнице царства Пандья, обладавшей роскошной жемчужиной. Имя царя «владеющий жемчужиной» — распространенный эпитет у тамильских поэтов.
Таким образом, Геракла идентифицируют с Шивой. По мнению Ф. де Романиса, Геракл — это Панду, основатель тамильской царской династии (нужно учитывать и совпадение названий Мадура и Матхура).
Ясно, что несмотря на многочисленные параллели в мотивах, точное соответствие рассказу Мегасфена здесь отсутствует. По мнению М. Д. Бухарина, рассказ Мегасфена не связан с тамильской традицией, ибо народ пандов античные авторы размещали в Северной Индии, и он отвергает южноиндийскую локализацию. Под палицей Геракла, по его представлению, нужно понимать данду — символ царской власти.
По мнению Ж. Дюмезиля, рассказ греческого посла восходит к легенде о Яяти и его дочери Мадхави из «Махабхараты», а история о жемчужине — к деяниям Кришны из «Вишну-пураны». При этом он считает, что имя Пандея связано только с пандавами и с Северной Индией, но никак не со страной Пандья в Южной Индии.

## Другие боги и персонажи

### Зевс
Писатели упоминают, что инды почитают Дождящего Зевса, реку Ганг, местные божества. Индийские цари называли Александра сыном Зевса. Зевса (по рассказу Онесикрита) упоминает Калан. Возможно, здесь упоминается Индра либо бог неба Дьяус.

### Сороадей
Согласно Харету из Митилены, у индов почитается божество Сороадей, что переводится «винодел». Имя связывают с санскритским сура «хмельной напиток». А. Каннингхем отождествил его с Сурьядевой (богом солнца) и считает его тождественным Дионису Мегасфена, что обычно отвергается.

### Пан
Согласно не имеющему точных параллелей сообщению Климента (вероятно, из Александра Полигистора), брахманы почитают богами Геракла и Пана. По упоминанию Лукиана, Пан (как и Силен и сатиры) участвовал в походе Диониса в Индию

### Прометей
По рассказу, который передает Диодор, посередине Кавказа (Гиндукуша) местные жители показывали пещеру Прометея, гнездо орла и следы цепей. Согласно Эратосфену и Страбону, всё это — измышления льстецов Александра.

### Будда
По словам Климента Александрийского, «есть среди индийцев повинующиеся наставлениям Будды, они его за наивысшую благочестивость почитают как бога». Согласно Александру Полигистору, индийцы поклоняются пирамидам, под которыми покоятся кости некоего бога. Так как Будду упоминает в своих сочинениях Мани, то распространение манихейства в Средиземноморье привело и к росту упоминаний о буддизме через так называемую «антиманихейскую легенду».
Упоминания о Будде содержатся в «Деяниях Архелая» (сочинение конца III века о диспуте с манихеями), трудах Кирилла Иерусалимского, Викторина и Иеронима, в частности, упоминается, что он был рожден девой.

## Собрание источников
- Древний Восток в античной и раннехристианской традиции (Индия, Китай, Юго-Восточная Азия). / Сост., пер., примеч. и аннотированный указатель Г. А. Тароняна. М., Ладомир. 2007. 642 стр. (в примечаниях: Таронян 2007; издание не исчерпывающее, например, приведены не все сведения из Курция Руфа)
- Бухарин М. Д. Индийские походы Диониса и Геракла в античной литературной традиции // Индия и античный мир. М., 2002. С.138-190. (в примечаниях: Бухарин 2002)
- Вигасин А. А. Карта Индии в «Естественной истории» Плиния Старшего. // Индия и античный мир. М., 2002. С.218-242 (в примечаниях: Вигасин 2002; ранее статья опубликована в: ВДИ. 1999. № 1. С.20-41)